# Филермская икона Божией Матери
Филермская икона Божией Матери — почитамая в Православной церкви икона Пресвятой Богородицы.
Празднование иконе совершается 12 (25) октября.

## Описание
Икона считается византийской работой. В современном состоянии она имеет размеры 44 × 36 см и состоит лишь из фрагмента оригинала. 
Изображение может быть датировано X—XI веками, как часть более крупной работы. Считалось, что в своем первоначальном виде икона также относилась к типу Агиосоритиссы.

## История
По преданию, икона была написана апостолом Лукой. Существует несколько версий дальнейшей истории иконы. Современные исследователи истории Ордена иоаннитов А. Андреев, В. Захаров и И. Настенко, а также историк Михаил Шкаровский приводили следующую версию. Икона была написана в 46 году и три века прибывала в Антиохии. Затем икону перенесли в Иерусалим. В 430 году супруга византийского императора Феодосия Младшего Евдокия совершила паломничество в Святую землю и оттуда переслала икону в Константинополь, где она находилась во Влахернском храме.
После захвата и разграбления в 1204 году Константинополя крестоносцами икона вновь была перенесена в Святую землю. Тогда иконой завладели католики — рыцари-иоанниты.
В 1291 году Акра, где находились иоанниты, была захвачена турками. Отступая, рыцари взяли святую икону с собой и перебрались с нею на остров Крит. Всё это время рыцари уберегали святыню от турок. Икона короткое время пребывала на Кипре. С 1309 года более двух веков она была укрыта на острове Родос в Эгейском море, который был завоёван иоаннитами.
Родосский историк Т. Петрис излагал другую версию. Он писал, что икона была принесена на Родос монахом Филеримом, прибывшего из Иерусалима в XIII веке и принесшего с собой икону Богородицы, написанную апостолом Лукой. Икона была помещена в часовне на холме около древнего города Ялиссоса (совр. Трианда). В дальнейшем холм в честь монаха Филерима получил название Филеримос, а икона получила название Филермской. Часовня, где находилась икона, была перестроена в базилику, а в XIV веке рыцари ордена иоаннитов построили на этом месте большой монастырь Богородицы. Таким образом, согласно этой версии, появление иконы на Родосе предшествует захвату острова иоаннитами, происходившему с 1306 по 1309 год. 
В конце июля 1522 года стотысячная армия и флот турецкого султана Сулеймана I Кануни высадились на острове Родос и начали осаду его крепости. Рыцари защищались с большим упорством. Тем не менее над руинами Родоса был поднят белый флаг, иоаннитам было разрешено покинуть остров со своими святынями. Покинув Родос, рыцари более семи лет перевозили святыни по разным городам Италии: Мессина, Неаполь, Ницца, Рим, остров Кандия (Крит).
В 1530 году император Священной Римской империи Карл V передал остров Мальта Ордену иоаннитов на вечные времена. В том же году икона вместе с великим магистром ордена и советом прибыли на остров Мальту. Местом хранения иконы стал форт Сан-Анжело (Святого Ангела), а позднее замок Святого Михаила — главная резиденция Мальтийского ордена.
В 1571 году чудотворная икона и реликвии ордена были торжественно перенесены в столицу Мальтийского ордена город Ла-Валетта. В соборе Святого Иоанна была сооружена часовня Мадонны Филермо.
В июне 1798 году французы захватили остров Мальту. Покидая остров по приказанию французского правительства, великий магистр ордена фон Гомпеш увез с собою святыни: десницу святого Иоанна Крестителя, часть Животворящего Креста Господня и чудотворный образ Филермской иконы Божией Матери. Магистр ордена перевозил их по всей Европе, наконец они оказались в Австрии.

## В России
В декабре 1798 года русский император Павел I стал великим магистром Мальтийского ордена. Чтобы расположить его к себе последний император Священной Римской империи Франц II принудил магистра фон Гомпеша к отречению, и приказал конфисковать у него священные реликвии Ордена. Святыни, в числе которых была и чудотворная Филермская икона Божией Матери, по приказу императора Франца II были отосланы специальной делегацией в новую резиденцию Ордена — Санкт-Петербург. 
12 октября 1799 года иоанниты преподнесли древние святыни — Филермскую икону Божией Матери (вместе с другими святынями Мальтийского ордена иоаннитов) императору Павлу I, который в это время находился в Гатчине.
Осенью 1799 года святыни перевезены в Санкт-Петербург и помещены в Зимнем дворце в церкви в честь Нерукотворенного Образа Спасителя. В честь обретения этих реликвий Святейший правительствующий синод установил новый церковный праздник «Перенесения из Мальты в Гатчину части древа Животворящего Креста Господня, Филермской иконы Божией Матери и десной руки святого Иоанна Крестителя», отмечаемый 12 (25) октября начиная с 1800 года.
С 1852 по 1919 год, как установил император Николай I, все три святыни раз в году перевозились из Зимнего дворца в Гатчину в Дворцовую церковь. Оттуда совершался многолюдный крестный ход в Павловский собор, где святыни на 10 дней выставлялись на поклонение. Богомольцы съезжались со всей России и мира. Затем святыни вновь возвращались в Санкт-Петербург в Зимний дворец.

## Скитания

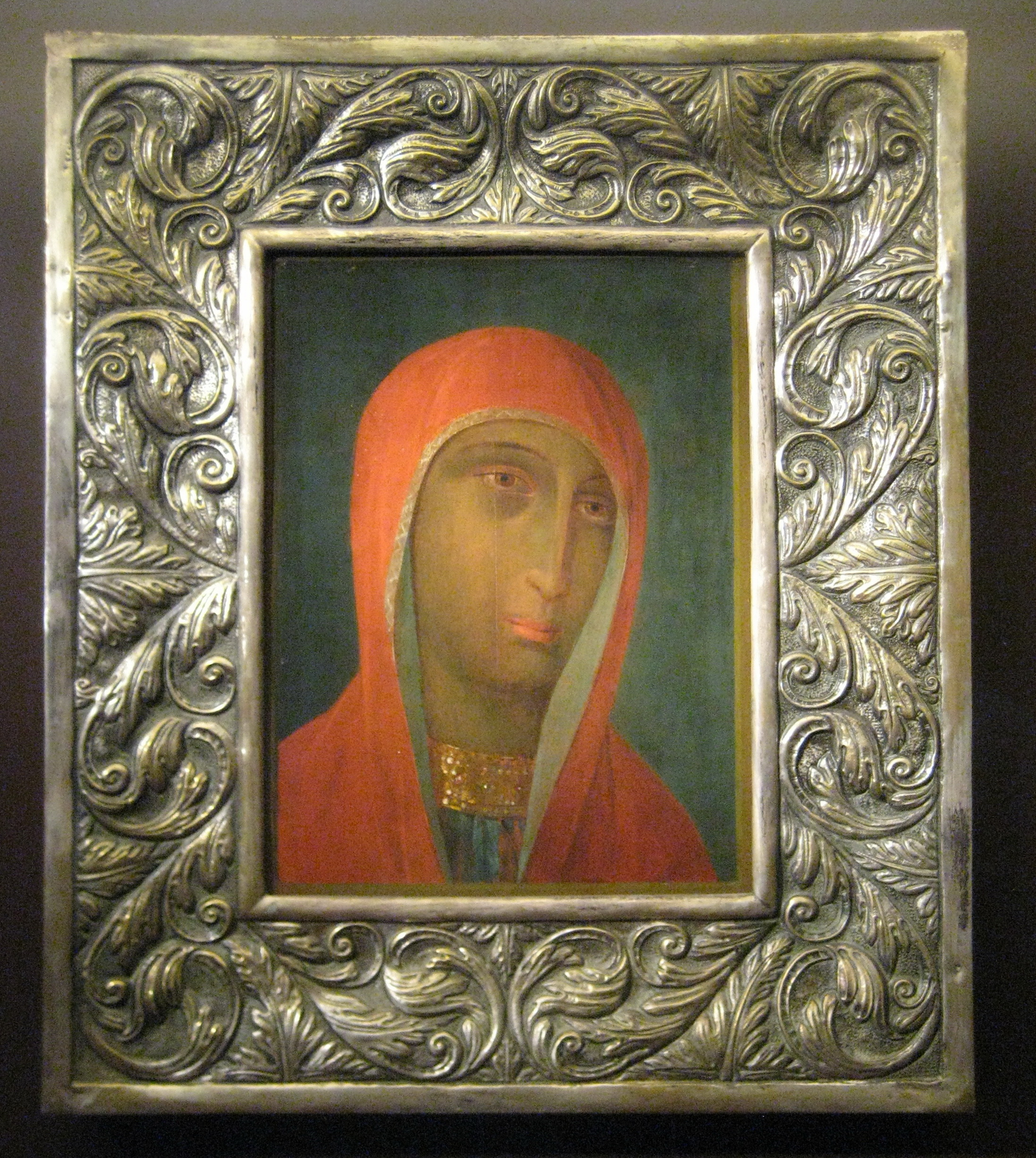
Список 1852 года в итальянском музее

В 1919 году при отступлении войск генерала Юденича из Гатчины святыни тайно вывезли в Эстонию, в город Ревель. Некоторое время они находились там в православном соборе, а после были тайно перевезены в Данию, где пребывала в изгнании вдовствующая императрица Мария Феодоровна — супруга Александра III и мать Николая II.
После кончины Марии Феодоровны в 1928 году её дочери великие княгини Ксения и Ольга передали святыни главе Русской православной церкви заграницей митрополиту Антонию (Храповицкому).
Некоторое время святыни находились в православном соборе Берлина. В 1932 году, предвидя последствия прихода к власти Гитлера, епископ Тихон передал их королю Югославии Александру I Карагеоргиевичу, который хранил их в часовне Королевского дворца в Белграде, а затем в церкви загородного дворца в Дединье.
После Второй мировой войны, с приходом к власти коммунистов во главе с Иосипом Броз Тито, Филермская икона Пресвятой Богородицы вместе с другими мальтийскими святынями хранились в тайнике православного монастыря Острог в Черногории. В 1951 году сотрудниками югославских спецслужб тайник был обнаружен, святыни были изъяты и перевезены Титоград (ныне Подгорица), а затем их передали в Государственное хранилище исторического музея города Цетине.
В 1968 году один из полицейских тайно сообщил о святынях Цетинскому игумену Марку (Каланья) и епископу Даниилу. В 1993 году десница Иоанна Крестителя и частица Животворящего Креста были переданы в Цетинский монастырь, а Филермская икона осталась в музее.   
С 2002 года Филермская икона Божией Матери хранится в отдельной «Голубой часовне» в Национальном музее Черногории в Цетине.